# Brigueil-le-Chantre
Brigueil-le-Chantre és un municipi francès situat al departament de la Viena i a la regió de la Nova Aquitània. L'any 2007 tenia 504 habitants.

## Demografia

### Població
El 2007 la població de fet de Brigueil-le-Chantre era de 504 persones. Hi havia 213 famílies de les quals 67 eren unipersonals (32 homes vivint sols i 35 dones vivint soles), 79 parelles sense fills, 51 parelles amb fills i 16 famílies monoparentals amb fills.
La població ha evolucionat segons el següent gràfic:
Habitants censats

### Habitatges
El 2007 hi havia 391 habitatges, 219 eren l'habitatge principal de la família, 92 eren segones residències i 80 estaven desocupats. 381 eren cases i 10 eren apartaments. Dels 219 habitatges principals, 187 estaven ocupats pels seus propietaris, 26 estaven llogats i ocupats pels llogaters i 6 estaven cedits a títol gratuït; 2 tenien una cambra, 11 en tenien dues, 43 en tenien tres, 79 en tenien quatre i 84 en tenien cinc o més. 159 habitatges disposaven pel capbaix d'una plaça de pàrquing. A 113 habitatges hi havia un automòbil i a 78 n'hi havia dos o més.

### Piràmide de població
La piràmide de població per edats i sexe el 2009 era:
| Homes | Edats   | Dones |
| ----- | ------- | ----- |
| 0     | 95 o +  | 0     |
| 0     | 90 a 94 | 0     |
| 0     | 85 a 89 | 32    |
| 4     | 80 a 84 | 4     |
| 16    | 75 a 79 | 20    |
| 12    | 70 a 74 | 28    |
| 36    | 65 a 69 | 20    |
| 28    | 60 a 64 | 32    |
| 12    | 55 a 59 | 16    |
| 36    | 50 a 54 | 20    |
| 4     | 45 a 49 | 20    |
| 24    | 40 a 44 | 24    |
| 20    | 35 a 39 | 20    |
| 12    | 30 a 34 | 16    |
| 8     | 25 a 29 | 12    |
| 4     | 20 a 24 | 4     |
| 16    | 15 a 19 | 24    |
| 16    | 10 a 14 | 24    |
| 8     | 5 a 9   | 20    |
| 0     | 0 a 4   | 16    |

## Economia
El 2007 la població en edat de treballar era de 266 persones, 168 eren actives i 98 eren inactives. De les 168 persones actives 152 estaven ocupades (80 homes i 72 dones) i 16 estaven aturades (9 homes i 7 dones). De les 98 persones inactives 53 estaven jubilades, 12 estaven estudiant i 33 estaven classificades com a «altres inactius».

### Ingressos
El 2009 a Brigueil-le-Chantre hi havia 215 unitats fiscals que integraven 455 persones, la mediana anual d'ingressos fiscals per persona era de 12.662 €.

### Activitats econòmiques
Dels 22 establiments que hi havia el 2007, 1 era d'una empresa extractiva, 2 d'empreses alimentàries, 2 d'empreses de fabricació d'altres productes industrials, 3 d'empreses de construcció, 3 d'empreses de comerç i reparació d'automòbils, 1 d'una empresa financera, 1 d'una empresa immobiliària, 5 d'empreses de serveis, 3 d'entitats de l'administració pública i 1 d'una empresa classificada com a «altres activitats de serveis».
Dels 4 establiments de servei als particulars que hi havia el 2009, 1 era un taller de reparació d'automòbils i de material agrícola, 1 lampisteria, 1 electricista i 1 perruqueria.
Dels 3 establiments comercials que hi havia el 2009, 1 era una botiga de menys de 120 m² i 2 fleques.
L'any 2000 a Brigueil-le-Chantre hi havia 43 explotacions agrícoles que ocupaven un total de 4.520 hectàrees.

## Equipaments sanitaris i escolars
El 2009 hi havia 2 escoles elementals.

## Poblacions més properes
El següent diagrama mostra les poblacions més properes.